# الدليل الملفق
الدليل الملفق (بالإنجليزية: In/Spectre)‏ هي رواية خفيفة يابانية نشرت في 2011 من قبل دار كودانشا تحولت لمانغا نشرت في أبريل 2015 وتم جمعها في 11 تانكوبون.تم عمل مسلسل أنمي من إنتاج إستوديو برينز بيس عرض في 11 يناير حتى 28 مارس 2020 وتم تجديده لموسم ثاني سيعرض في 2022.